# Géosophie
La géosophie est un concept introduit en géographie par l'Américain John Kirtland Wright (1891–1969) en 1947. Le mot est composé de 'geo’ (du grec pour terre) et ‘sophia’ (du grec pour sagesse). Wright la définit comme suit :
«  La géosophie... est l'étude de la connaissance géographique à tout point de vue. Elle est à la géographie ce que l'historiographie est à l'histoire ; elle traite de la nature et de l'expression de la connaissance géographique présente et passée - de ce que Derwent Whittlesey a appelé “le sens humain de l'espace (terrestre)”. [...] Prenant en compte toutes les opinions périphériques de la connaissance géographique académique, elle couvre toutes les conceptions géographiques, vraies ou fausses, de toutes sortes de gens - pas seulement des géographes mais également celles des agriculteurs, des pêcheurs, des dirigeants d'entreprises, des poètes, des romanciers et des peintres, des Bédouins ou des Khoïkhoïs - et pour cette raison, elle a nécessairement à faire dans une large mesure avec des conceptions subjectives. »
— Wright, Terrae Incognitae, 1947 (traduit de l'anglais)
Cela a été résumé en tant que :
«  l'étude du monde que les gens conçoivent et imaginent »
— McGreevy, 1987 (traduit de l'anglais)
ou encore comme :
« les systèmes de croyance qui ont trait à l'interaction entre l'homme et les environnements terrestres. »
— Innes M. Keighren, 1995 (traduit de l'anglais)